# جلين وليامز
جلين وليامز (بالإنجليزية: Glyn Williams)‏ (3 نوفمبر 1918 في المملكة المتحدة - 11 مايو 2011) هو مدرب كرة قدم ولاعب كرة قدم بريطاني (وحمل سابقاً جنسية المملكة المتحدة لبريطانيا العظمى وأيرلندا) في مركز الدفاع. شارك مع منتخب ويلز لكرة القدم. أما مع النوادي، فقد لعب مع كارديف سيتي.

## وصلات خارجية
- جلين وليامز على موقع قاعدة بيانات كرة القدم.إي يو (الإنجليزية)